# Santa Maria di Feletto
Santa Maria di Feletto è una frazione del comune di San Pietro di Feletto, in provincia di Treviso.
Si sviluppa, in posizione collinare, a sud di San Pietro e della sede comunale di Rua, a nord di San Michele.

## Monumenti e luoghi d'interesse

### Chiesa della Purificazione della Beata Vergine Maria

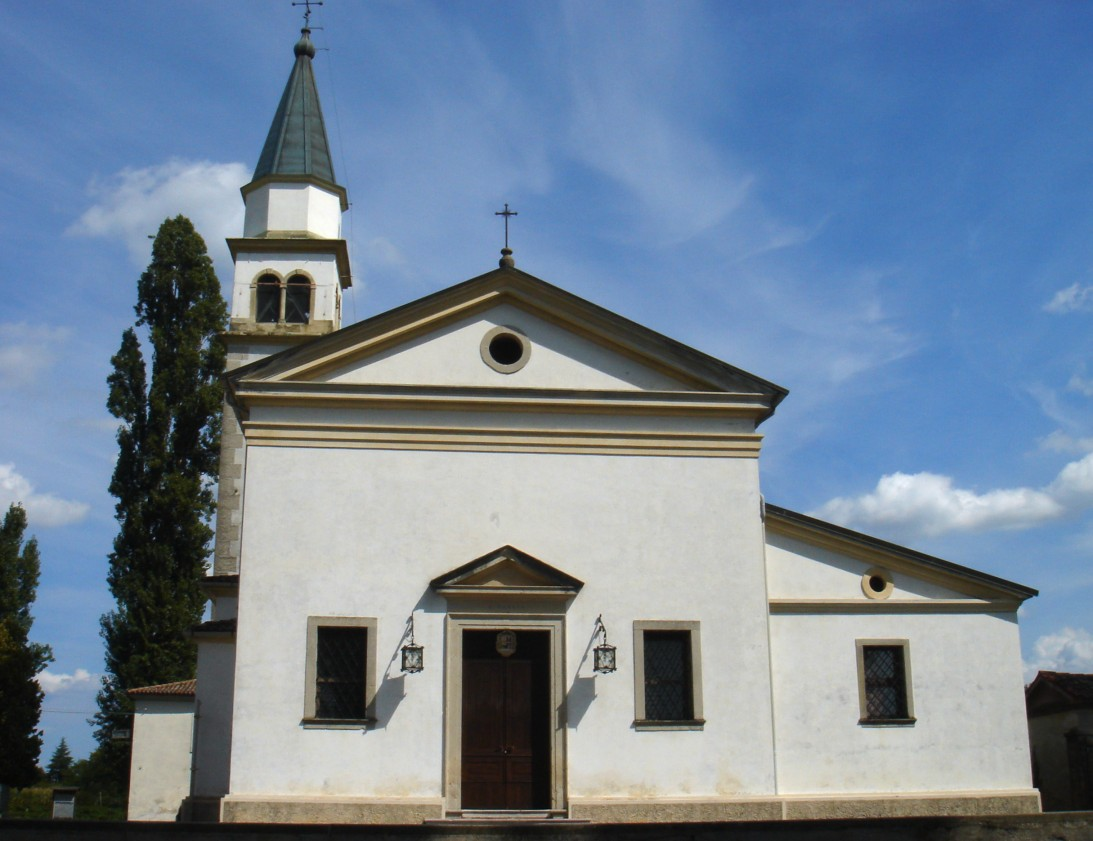
Chiesa parrocchiale

Questa chiesa risale alla seconda metà del XV secolo, quando è già documentata come parrocchia. Nel 1754 subì le modifiche che le diedero le attuali forme.

Davanti alla chiesa si apre una terrazza racchiusa da tredici alti pioppi e rivolta sui colli di Susegana e Pieve di Soligo. A nord della chiesa sorgono una vecchia borgata rurale e la casa canonica.

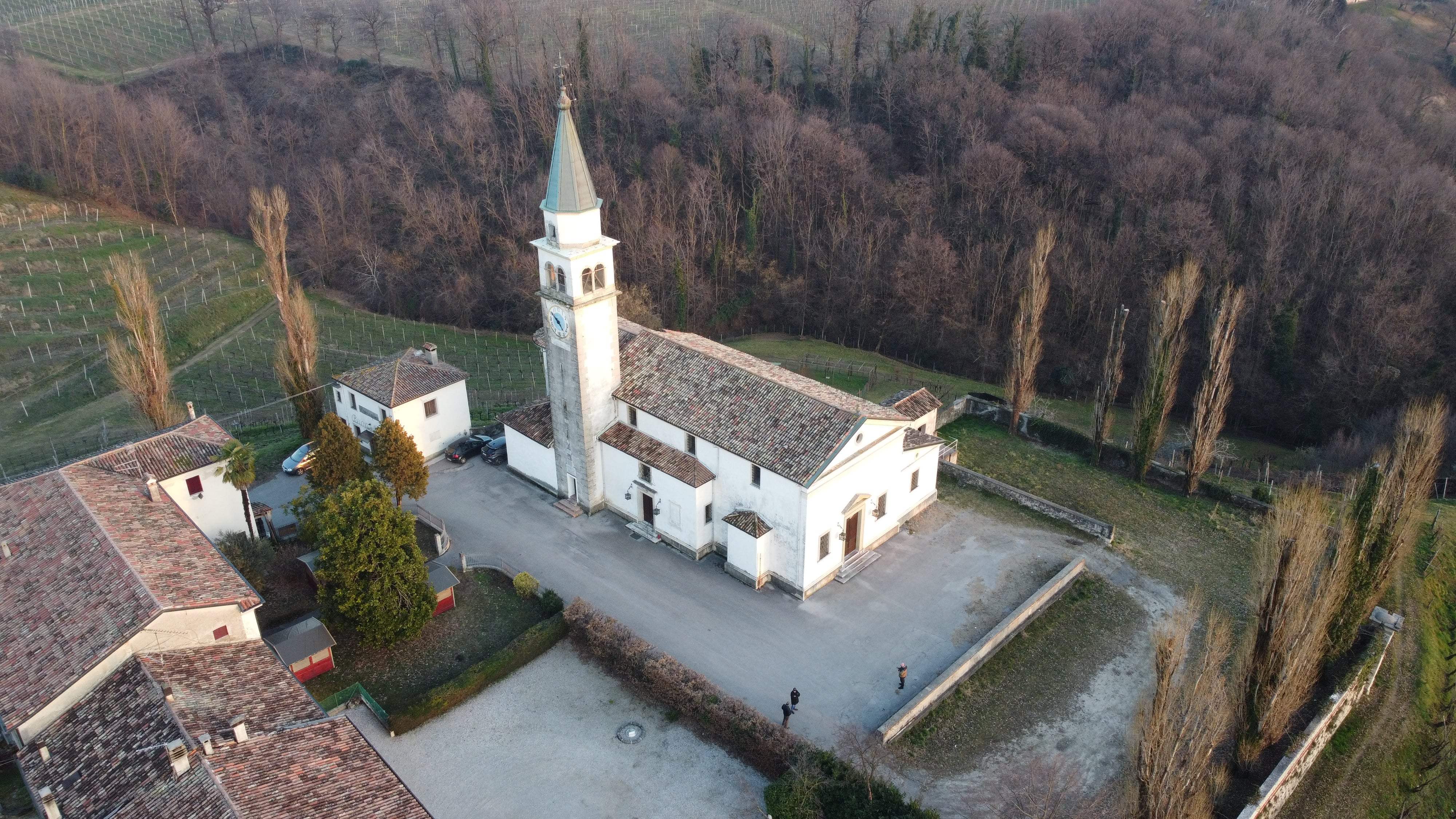

### Capitello della Madonna del Caravaggio
All'inizio del viale che conduce alla chiesa sorge un capitello di buone dimensioni, dedicato alla Madonna del Caravaggio.

Esternamente presenta un pronao sovrastato da frontone e sostenuto da due colonne doriche. Internamente un affresco moderno di grandi dimensioni, dislocato sopra l'altare, rappresenta la Vergine benedicente inserita nel paesaggio felettano (con la chiesa di Santa Maria sullo sfondo).

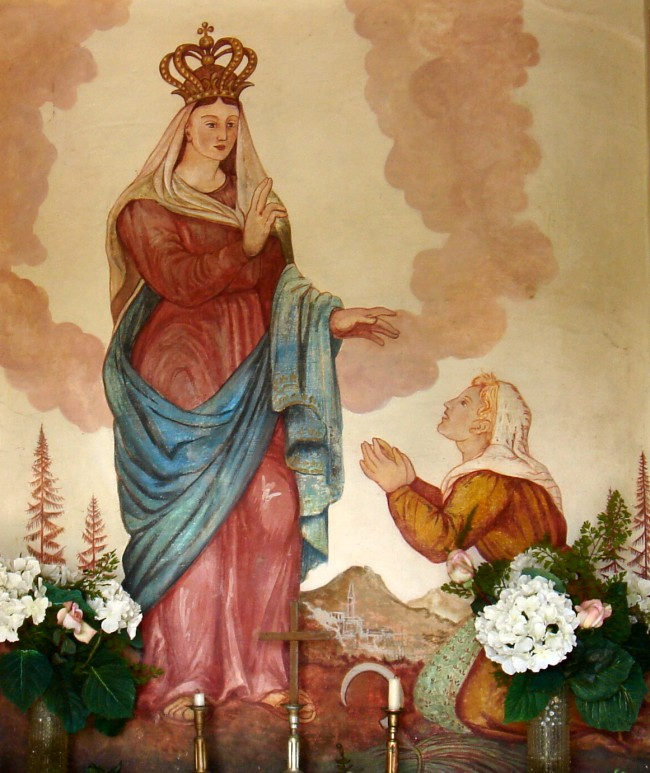
Affresco nel capitello

### Oratorio della Madonna di Lourdes
Sulla strada che collega il centro di Santa Maria con quello di San Pietro, sorge un oratorio consacrato nel 1918, durante l'invasione tedesca, come ricorda una lapide in esso affissa.
Si caratterizza per una facciata a capanna decorata con rosone al centro e terminata da un campanile a vela. Internamente l'altare è inserito in una grotta contenente una statua della Madonna di Lourdes.

## Economia
L'economia di quest'area è storicamente incentrata sulla produzione di legname e del vino bianco, quest'ultima ancora fiorente, essendo Santa Maria zona del Prosecco di Conegliano-Valdobbiadene DOCG.